# آیلت شاکد

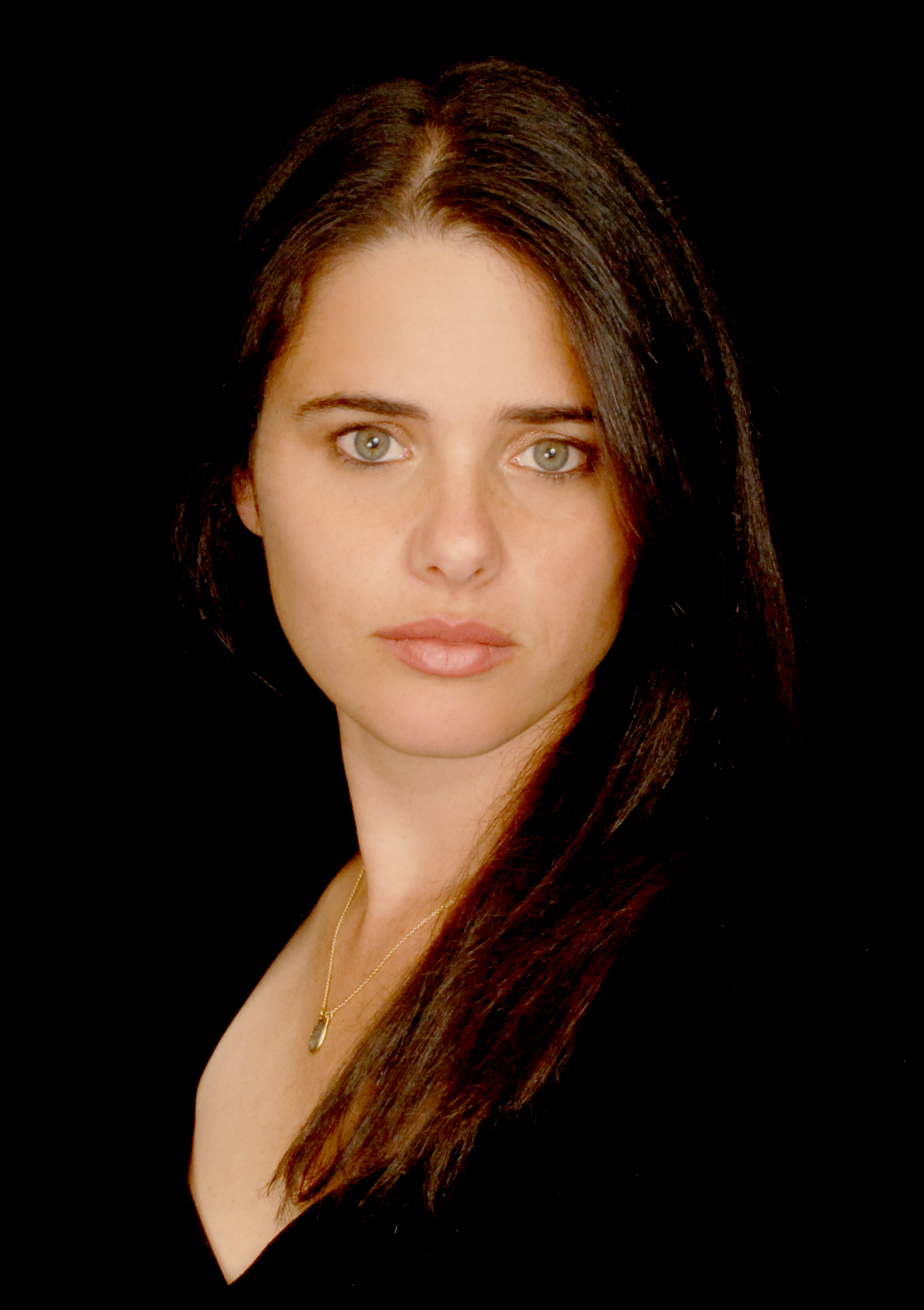

آیِلِت شاکِد (‎/ˈɑːjɛlɛt ʃɑːkɛd/‎; عبری: איילת שקד‎؛ زادهٔ ۷ مه ۱۹۷۶) سیاست‌مدار، کنشگر و مهندس کامپیوتر اسرائیلی است. او از سال ۲۰۱۳ عضو کنست (از حزب خانه یهودی و از سال ۲۰۱۸ راست نو) و از ۲۰۱۵ تا ۲۰۱۹ وزیر دادگستری اسرائیل بود.
شاکد که در حزبی به رهبری نفتالی بنت، از نخست‌وزیران پیشین اسرائیل، عضویت داشت، با کناره‌گیری از صحنهٔ سیاست اکنون مدیرعامل شرکت بزرگ سرمایه‌گذاری املاک و مستغلات «کاردان» است
شاکد با یکی از خلبانان ارتش اسرائیل ازدواج کرده و دو فرزند دارد. او از تحسین‌کنندگان استیو جابز است. او تحت تأثیر آین رند و به خصوص کتاب‌های سرچشمه و اطلس شورید او است. او شخصیت خود را روشنفکر و سیستماتیک توصیف کرده است.